# Idiostolidae
Famille
Les Idiostolidae sont une famille d'insectes hétéroptères (punaises) dans l'infra-ordre des Pentatomomorpha. 

## Description
Ces punaises ressemblent à des Lygaeoidea, de forme allongée, et mesurent de 5 à 7 mm de long. Leurs membranes ont des veines ramifiées et anastomosées (qui se réunissent, formant des alvéoles). Elles ont des trichobothries abdominales courtes, présentes près du milieu des sternites 3 et 4. Les spiracles abdominaux sont ventraux. Le 7e tergite n'a pas de latérotergite. Elles n'ont pas de spermathèque,.

## Répartition
Ces punaises ne se rencontrent que dans l'hémisphère sud, avec une répartition circum-antarctique, au Sud de l'Amérique du Sud d'une part, et en Australie et en Tasmanie d'autre part. 

## Biologie
La biologie de ces punaises est peu connue. Elles sont très probablement phytophages. Elles habitent dans la litière de forêts humides ou la mousse, où elles semblent quasi exclusivement associée à des Nothofagus Blume (Fagaceae),. Toutefois, une espèce découverte en 2014 au Sud du Chili a également été trouvée sur une Cupressaceae.

## Systématique
Le taxon a été créé en 1962 par Scudder, d'abord en tant que sous-famille des Lygaeidae, les Idiostolinae, pour isoler deux genres décrits à la fin du XIXe siècle et auparavant placés dans une autre sous-famille de Lygaeidae, celle des Heterogastrinae. En 1967, Pavel Štys l'élève au rang de famille dans une super-famille séparée, celle des Idiostoloidea. Thomas J. Henry a confirmé ce positionnement dans une perspective cladistique en 1997, en plaçant également dans les Idiostoloidea, qui semble se situer à la base des Pentatomomorpha, la famille des Henicocoridae. Elle contient 5 espèces classées dans 3 genres,. 

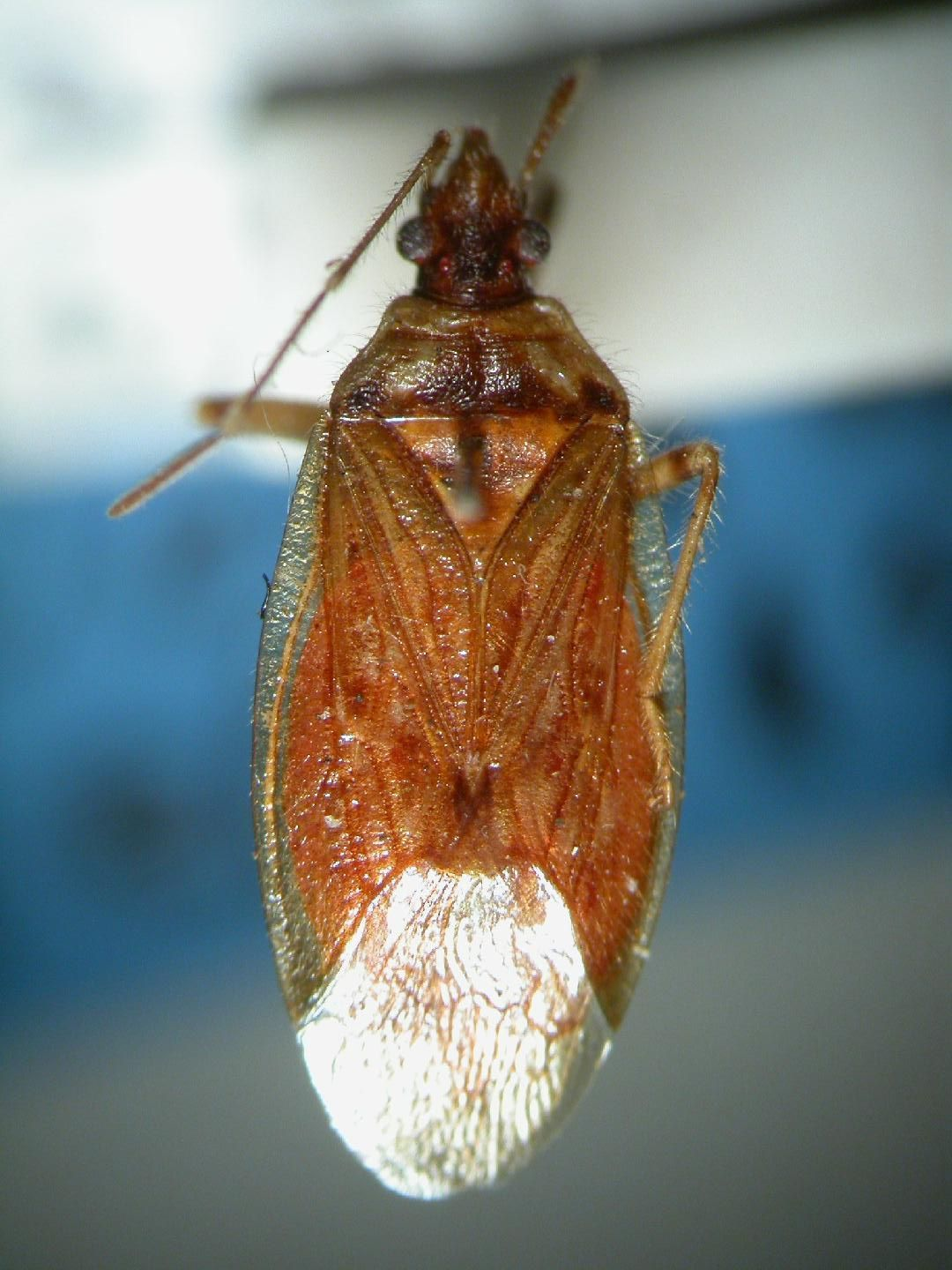
Monteithocoris hirsutus, Tasmanie (spécimen du NHMUK, Londres)

### Liste des genres
Selon BioLib (9 octobre 2022) :
- genre Idiostolus Berg, 1884, 2 espèces
- genre Monteithocoris Woodward, 1968, 1 espèce
- genre Trisecus Bergroth, 1895, 2 espèces